# Príncipe de Viana (revista)
La revista Príncipe de Viana es una publicación editada desde 1940 por el Gobierno de Navarra dedicada a los estudios históricos y culturales sobre Navarra y su patrimonio.

## Datos
De periodicidad cuatrimestral, se articula su consulta de manera anual, con enlaces a cada números y a sus artículos, y está clasificada dentro de la categoría C de CIRC y D de CARHUS. ICDS = 6.5.
Puede considerarse su antecedente inmediato el Boletín de la Comisión de Monumentos Históricos y Artísticos de Navarra. La revista se creó en 1940, al fundarse la Institución Príncipe de Viana.
En 1966 se crea un Suplemento para el fomento del euskera y en 1981 el Suplemento de Ciencias.